# HD 177808
HD 177808 är en ensam stjärna belägen i den mellersta delen av stjärnbilden Lyran. Den har en skenbar magnitud av ca 5,63 och är svagt synlig för blotta ögat där ljusföroreningar ej förekommer. Baserat på parallax enligt Gaia Data Release 2 på ca 5,9 mas, beräknas den befinna sig på ett avstånd på ca 551 ljusår (ca 169 parsek) från solen. Den rör sig bort från solen med en heliocentrisk radialhastighet på ca 3,5 km/s.

## Egenskaper
HD 177808 är en röd till orange jättestjärna av spektralklass M0 III. Den har en radie som är ca 42 solradier och har ca 388 gånger solens utstrålning av energi från dess fotosfär vid en effektiv temperatur av ca 3 900 K.